# Tom Franklin (joueur de poker)
Pour les articles homonymes, voir Franklin (patronyme), Tom Franklin et Tom Franklin (rugby à XV).
Tom Franklin est un joueur professionnel de poker américain, né le 23 octobre 1950 à Fresno, en Californie.

## Biographie
Son premier gain aux World Series of Poker se produit en 1990, où il finit à la 24e place du Main Event, empochant 10 000 $,. Il remporte un bracelet en 1999, lors d'un tournoi de Limit Omaha à 2 500 $, empochant 104 000 $,.
En 2005, il remporte le Five Diamond Classic du Bellagio, pour la somme de 434 025 $.
En octobre 2015, il accumule plus de 3 000 000 $ de gains en tournois.